# Grupo localmente compacto
En matemáticas, un grupo localmente compacto es un grupo topológico G cuya topología subyacente es localmente compacta y de Hausdorff. Los grupos localmente compactos son importantes porque muchos ejemplos de grupos que surgen en matemáticas son localmente compactos y dichos grupos tienen un medida natural llamada medida de Haar. Esto permite definir la integración de funciones medibles de Borel en G para que se puedan generalizar nociones de análisis estándar como la transformada de Fourier y los espacios {\displaystyle L^{p}}.
Muchos de los resultados en la teoría de la representación de grupos finitos se prueban promediando el grupo. Para grupos compactos, las modificaciones de estas pruebas arrojan resultados similares al promediar con respecto a la medida de Haar normalizada. En el entorno general localmente compacto, tales técnicas no tienen por qué ser válidas. La teoría resultante es una parte central del análisis armónico. La teoría de representación de grupos abelianos localmente compactos es descrita por la dualidad de Pontriaguin.

## Ejemplos y contraejemplos
- Cualquier grupo compacto es localmente compacto.
  - En particular, el grupo circular T de números complejos de módulo unitario bajo la multiplicación es compacto y, por lo tanto, localmente compacto. Históricamente, el grupo circular sirvió como el primer grupo topológicamente no trivial que también tenía la propiedad de compacidad local y, como tal, motivó la búsqueda de la teoría más general que se presenta aquí.
- Cualquier grupo discreto es localmente compacto. Por lo tanto, la teoría de grupos localmente compactos abarca la teoría de los grupos ordinarios, ya que a cualquier grupo se le puede asociar la topología discreta.
- Los grupos de Lie, que son localmente euclídeos, son todos grupos localmente compactos.
- Un espacio vectorial topológico de Hausdorff es localmente compacto si y solo si es de dimensión finita.
- El grupo aditivo de los números racionales Q no es localmente compacto si se le da la topología traza como un subconjunto de los números reales. Pero sí es localmente compacto si se le da la topología discreta.
- El grupo aditivo de los números p-ádicos Qp es localmente compacto para cualquier número primo p.

## Propiedades
Por homogeneidad, la compacidad local del espacio subyacente para un grupo topológico solo necesita verificarse en la identidad. Es decir, un grupo G es un espacio localmente compacto si y solo si el elemento identidad posee un entorno compacto. De ello se deduce que existe una base de entornos formada por entornos compactos en cada punto.
Un grupo topológico es de Hausdorff si y solo si el subgrupo trivial de un elemento es cerrado.
Cada subgrupo cerrado de un grupo localmente compacto es localmente compacto (la condición de cierre es necesaria como lo demuestra el grupo de los números racionales). Por el contrario, todo subgrupo localmente compacto de un grupo de Hausdorff es cerrado. Cada cociente de un grupo localmente compacto es localmente compacto. El producto de una familia de grupos localmente compactos es localmente compacto si y solo si todos los factores, excepto un número finito, son realmente compactos.
Los grupos topológicos son siempre completamente regulares como espacios topológicos. Los grupos localmente compactos tienen la propiedad más fuerte de ser normales.
Cada grupo localmente compacto que satisface el primer axioma de numerabilidad es un metrizable como grupo topológico (es decir, se le puede dar una métrica invariante por la izquierda compatible con la topología) y completo. Si además el espacio cumple el segundo axioma de numerabilidad, se puede elegir que la métrica sea propia (consúltese el artículo sobre grupos topológicos).
En un grupo polaco G, la σ-álgebra de conjuntos nulos de Haar satisface la condición de cadena contable si y solo si G es localmente compacto.

## Grupos abelianos localmente compactos
Para cualquier grupo abeliano localmente compacto (LCA) A, el grupo de homomorfismos continuos
Hom(A, S1)
desde A hasta el grupo circular vuelve a ser localmente compacto. La dualidad de Pontriaguin afirma que este funtor induce una equivalencia de categorías
LCAop→ ACV.
Este funtor intercambia varias propiedades de grupos topológicos. Por ejemplo, los grupos finitos corresponden a grupos finitos, los grupos compactos corresponden a grupos discretos y los grupos metrizables corresponden a uniones mumerables de grupos compactos (y viceversa en todos los enunciados).
Los grupos LCA forman una categoría exacta, siendo los monomorfismos admisibles subgrupos cerrados y los epimorfismos admisibles aplicaciones de cocientes topológicos. Por lo tanto, es posible considerar el espectro según la K-teoría de esta categoría. Clausen (2017) demostró que mide la diferencia entre la K-teoría algebraica de Z y R, los números enteros y los reales, respectivamente, en el sentido de que hay una sucesión de fibras de homotopía
K(Z) → K(R) → K(LCA).

### Lectura adicional
- Folland, Gerald B. (1995), A Course in Abstract Harmonic Analysis, CRC Press, ISBN 978-0-8493-8490-5..
- Pontri︠a︡gin, Lev Semenovich (1939). Topological groups (Lehmer, Emma, trad.). Princeton University Press. OCLC 65707155.
- Weil, Andr´e (1940). L'int´egration dans les groupes topologiques et ses applications [L'intégration dans les groupes topologiques et ses applications] (en francés). Paris: Hermann. OCLC 490312990.
- Montgomery, Deane; Zippin, Leo (1955). Topological transformation groups. Interscience Publishers. ISBN 978-0-486-82449-9. OCLC 1019833944.
- Hewitt, Edwin; Ross, Kenneth A. (1963). «Abstract Harmonic Analysis». Grundlehren der Mathematischen Wissenschaften I (115). ISBN 978-3-662-24595-8. ISSN 0072-7830. doi:10.1007/978-3-662-26755-4.
- Tao, Terence (17 de julio de 2014). Hilbert's Fifth Problem and Related Topics. Graduate Studies in Mathematics 153. Providence, Rhode Island: American Mathematical Society. ISBN 978-1-4704-1564-8. doi:10.1090/gsm/153.
- Tao, Terence (17 de agosto de 2011). Notes on local groups. What's new.

- Datos: Q2147620